# Peugeot 2008
La Peugeot 2008 è un'autovettura compatta di tipo crossover SUV, presentata al salone dell'automobile di Ginevra 2013. Nel 2019 è stata avviata la produzione della seconda generazione.

## Le generazioni

### Prima generazione (2013-19)
La prima generazione della 2008 è stata presentata al Salone di Ginevra del 2013. Telaisticamente basata sulla prima generazione della 208, è caratterizzata da una carrozzeria di tipo Crossover e s'inserisce nel segmento B.

### Seconda generazione (dal 2019)
La seconda generazione (nome in codice interno P24) della 2008 (o 2008 II) viene presentata è stata presentata 19 giugno 2019 ad Aubervilliers. È più lunga rispetto alla precedente generazione e s'inserisce nel segmento C. Il design riprende alcuni elementi stilistici della Peugeot 3008 II, in particolare con la firma del fanale posteriore e la striscia nera. Sul lato tecnico la vettura si basa sulla piattaforma introdotta con la 208 II, condividendo numerose componenti meccaniche con la DS3 Crossback e Mokka B. Per la prima volta è disponibile una variante elettrica chiamata e-2008.

## Galleria d'immagini
| Peugeot 2008 I | Peugeot 2008 II |
| -------------- | --------------- |
| 2013-2019      | dal 2019        |
|                |                 |
|                |                 |
|                |                 |